# Albert Bruneau
Ne doit pas être confondu avec Alfred Bruneau.
Pour les articles homonymes, voir Bruneau.
Albert Joseph Pierre Bruneau (23 février 1861, Assé-le-Bérenger - 30 août 1894, Laval), est un prêtre catholique français, condamné à mort pour meurtre et exécuté.

## Biographie
Après le petit séminaire, il est nommé vicaire à Astillé. Il y mène grand train. Il hérite 16 000 francs d'une religieuse de la communauté d'Évron, Agathe Beuchaux. Il traîne une mauvaise réputation : des vols sont commis, il fréquente les maisons closes de Laval.
Il devient vicaire à Entrammes. Il est accusé de plusieurs malversations et du meurtre de son curé, l'abbé Fricot. Ce dernier, disparu le 2 janvier 1894, est retrouvé le lendemain au fond du puits de son presbytère.
L'abbé Bruneau persiste à nier le crime. À la suite d’une instruction qui se déroule dans un climat passionné, il est jugé, condamné à mort. Le 30 août 1894, il est exécuté par le bourreau Louis Deibler.
Les journalistes et écrivains exploitent l'affaire, qui donne lieu à une pièce de théâtre de Paul Bourde : Nos deux consciences.
 (mai 2023).
En 1994, Jacques Leconte, ancien avocat au barreau de Laval, prend connaissance du dossier : En soulignant les incohérences de l'enquête, et s'appuyant sur des témoignages faits sous couvert de la confession et conservés aux archives diocésaines, il parvient à démontrer l'innocence de celui que l'opinion publique avait, à l'époque, désigné comme le coupable idéal.